# Вежа Калаорра (Кордова)
Вежа Калаорра (ісп. La Torre de la Calahorra, араб. qala’at al-hurriya) — фортифікаційна споруда ісламського походження, що призначалась для захисту в'їзду на Римський міст у Кордові (Іспанія). З 1931 року, разом з Римським мостом та Мостовими Воротами (ісп. Puerta del Puente), віднесена до об'єктів культурного значення Іспанії (ісп. Bien de Interés Cultural). У 1994 році Вежа Калаорра у складі історичного центру Кордови була визнана об'єктом світової спадщини ЮНЕСКО.

## Історія
Башта була побудована наприкінці XII століття за династії Альмохадів на лівому березі річки Гвадалківір і спочатку складалася з аркових воріт між двома квадратними баштами.
В часи Реконкісти вежу було пошкоджено під час звільнення Кордови від маврів. Наприкінці XIV століття вежа була реконструйована за наказом Енріке II. До двох башт була додана третя, що поєднувалася з ними циліндричними стінами.
У 1987 році влада міста Кордова, з ініціативи французького письменника і професора Роже Гароді, передала однойменному Фонду управління Вежею Калаорра, для організації в ній Живого музею Аль-Андалус (ісп. Museo Vivo de al-Ándalus), експозиція якого розкриває культурну панораму середньовічного розквіту Кордови, з IX до XIII століття, на основі співіснування християнської, єврейської та мусульманської культури.

### Реставрація
У січні 2007 року завершилась реставрація вежі в рамках «Плану заходів щодо Римського мосту в Кордові та околиць», затверджених урядом Андалусії з бюджетом понад 2,6 млн євро.
2014 року вона була визнана одним з переможців за програмою European Union Prize for Cultural Heritage / Europa Nostra Award в категорії збереження культурної спадщини.